# Marindal Dua
Marindal Dua is een bestuurslaag in het regentschap Deli Serdang van de provincie Noord-Sumatra, Indonesië. Marindal Dua telt 14.929 inwoners (volkstelling 2010).